# Arthonia clemens
Arthonia clemens är en lavart som först beskrevs av Louis René Tulasne, och fick sitt nu gällande namn av Theodor 'Thore' Magnus Fries. Arthonia clemens ingår i släktet Arthonia och familjen Arthoniaceae.  Arten är reproducerande i Sverige. Inga underarter finns listade i Catalogue of Life.
I den svenska databasen Dyntaxa används istället namnet Arthonia apotheciorum för samma taxon.  Arten är reproducerande i Sverige.